# Castelul Máriaffy din Sângeorgiu de Mureș
Castelul Máriaffi din Sângeorgiu de Mureș datează, în forma sa actuală, din anul 1870. Figurează pe lista monumentelor istorice sub codul LMI:  MS-II-m-B-15789. 

## Istoric și trăsături
La mijlocul secolului al XIX-lea era un castel voluminos și fortificat. În anii 1870, la ordinul lui Albert Máriaffi, castelul a fost reconstruit, lucrările fiind coordonate de maistrul zidar Pál Soós din Târgu Mureș. După naționalizarea din 1948, castelul a fost trecut în folosința Gospodăriei Agricole de Stat; după schimbarea de regim din 1989 clădirea a devenit pustie și s-a deteriorat rapid. În prezent (decembrie 2018) se află într-o stare de degradare foarte accentuată, nu mai are uși și nici geamuri.

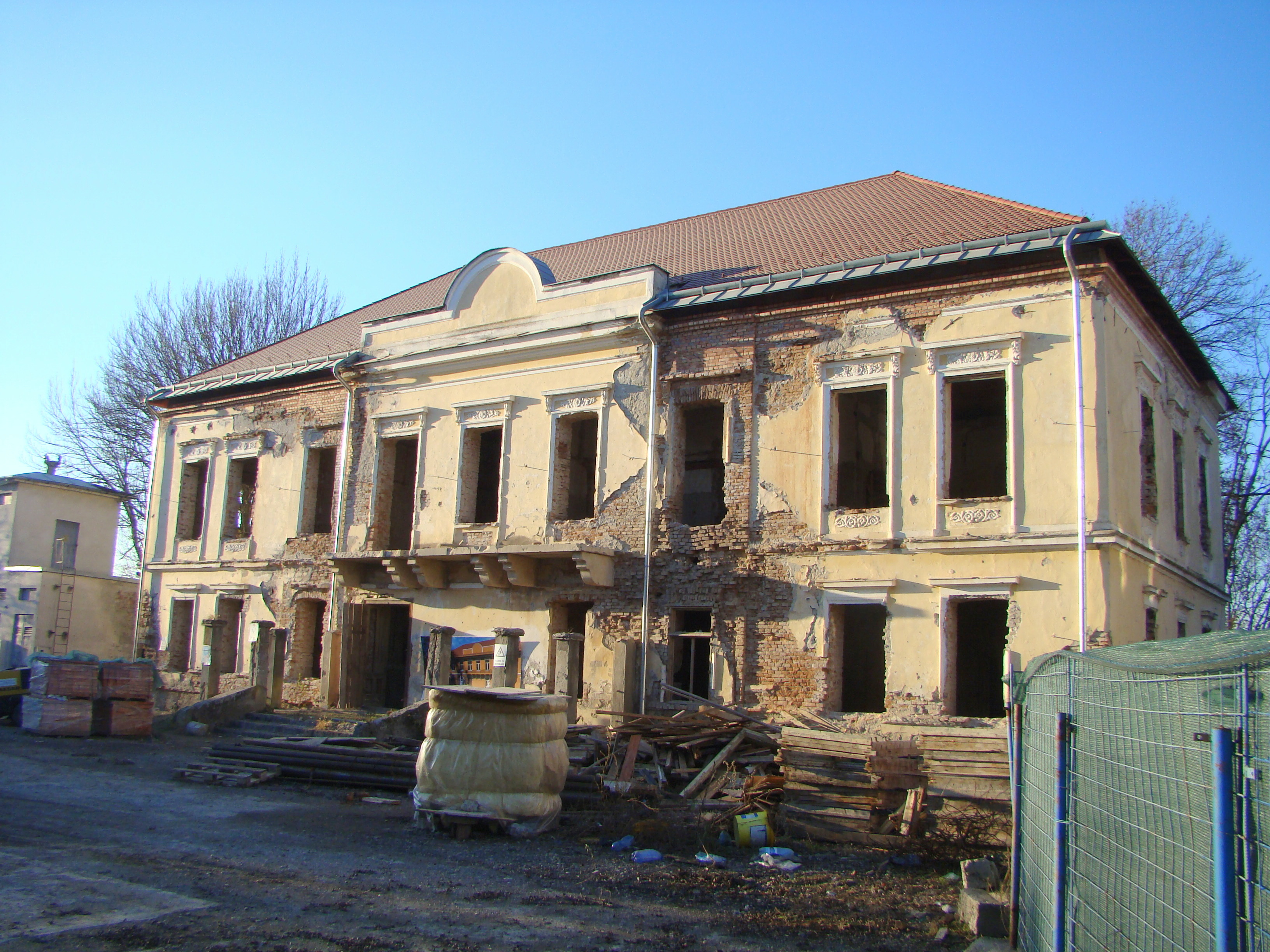
Vedere din lateral

Ambele fațade ale clădirii sunt de 28 de metri, cu ornamente. Dinspre șosea, aleea care trece prin parc duce la intrarea în castel, în pridvorul mare cu pergolă cu stâlpi, respectiv în holul central. Aticul aflat deasupra cornișei de pe fațadă accentuează axul central al castelului. Partea dinspre râul Mureș se remarcă prin pridvorul susținut de arcade și boltă boemă, la parter, și pridvorul închis, cu tavan drept, la etaj. Stâlpii din cărămidă de la etaj sunt prevăzuți cu capitel în stil corintic.
Deasupra balconului, s-a construit un atic în stil neorenascentist, asemănător celui de pe fațada posterioară, pe care era amplasat blazonul familiei nobiliare care a comandat construirea castelului: Albert Máriaffi (I.) (1823-1889) și cea de-a doua soție a acestuia, contesa Lujza Bethlen (1835-1900). 
Castelul era renumit pentru luxul său; salonul castelului și galeria de portrete conțineau operele mai multor maeștri renumiți în epocă.

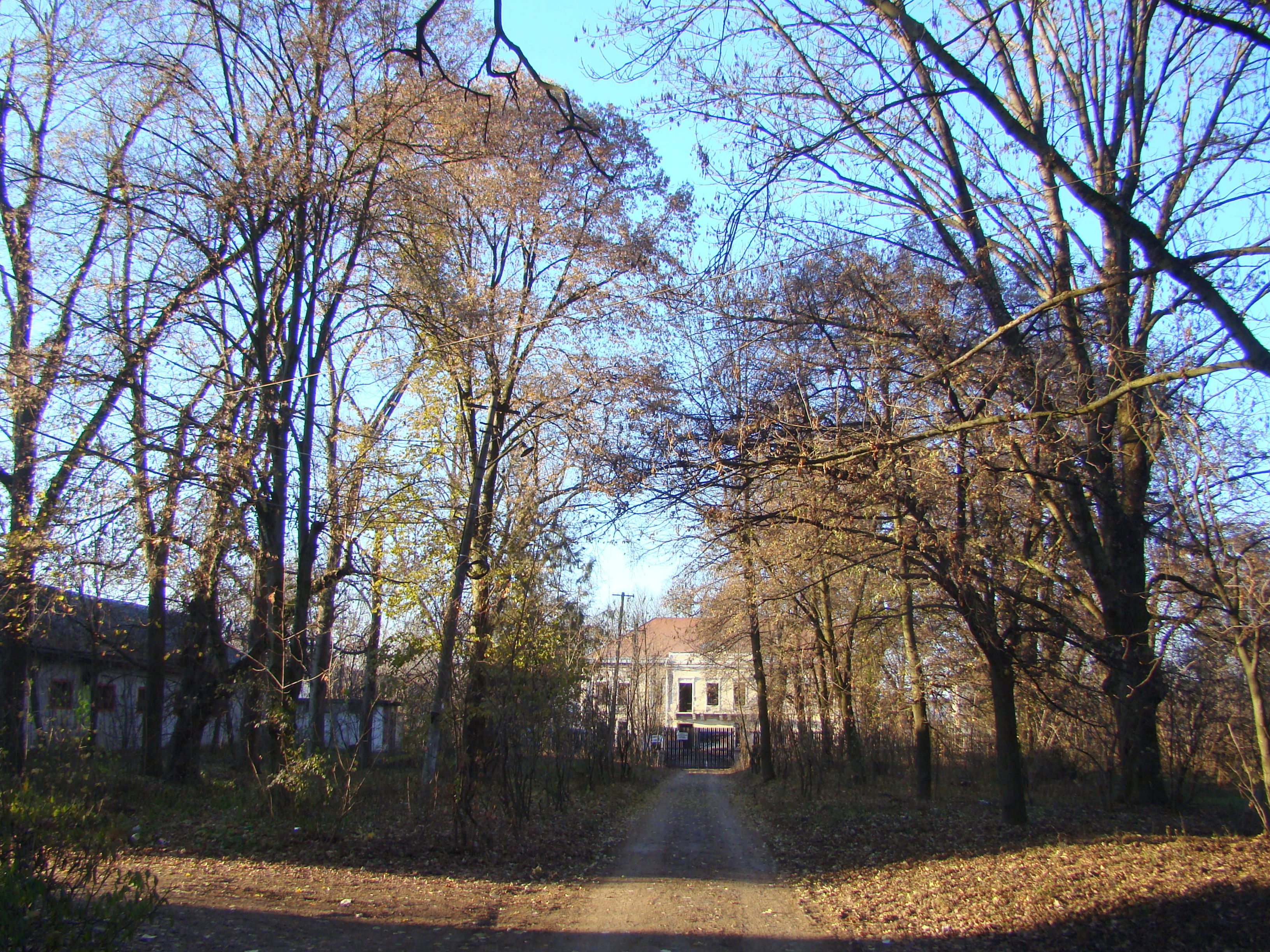
Parcul Máriaffy Lajos

Pe timpul lui Lajos Máriaffi (III.) (1868-1915) și a fiului său, Lajos (IV.) (1894-1971), castelul avea un parc de 68 de hectare, care conținea specii de arbori rari și un mic iaz. Numai o mică suprafață din parc s-a mai păstrat, aflată în administrarea Academiei de Științe Agricole, pe locul lui construindu-se blocuri, stațiunea de cercetare și dezvoltare pentru creșterea bovinelor și unitatea de jandarmerie, iar iazul a devenit mlăștinos.
Primăria comunei Sângeorgiu de Mureș a reușit să cumpere castelul în anul 2010, de la urmașii contelui Mariaffi, după ce Ministerul Culturii nu și-a exercitat dreptul de preempțiune. Din bugetul propriu a reabilitat acoperișul, principala urgență, deoarece clădirea era în pericol iminent de prăbușire. În anul 2018 au demarat, timid, lucrările de renovare, cu finanțare europeană, în valoare de 1,1 milioane de euro. După finalizarea lucrărilor de reabilitare, castelul va fi mobilat, datorită unui alt proiect european câștigat, iar apoi introdus în circuitul turistic și cultural al județului Mureș. 

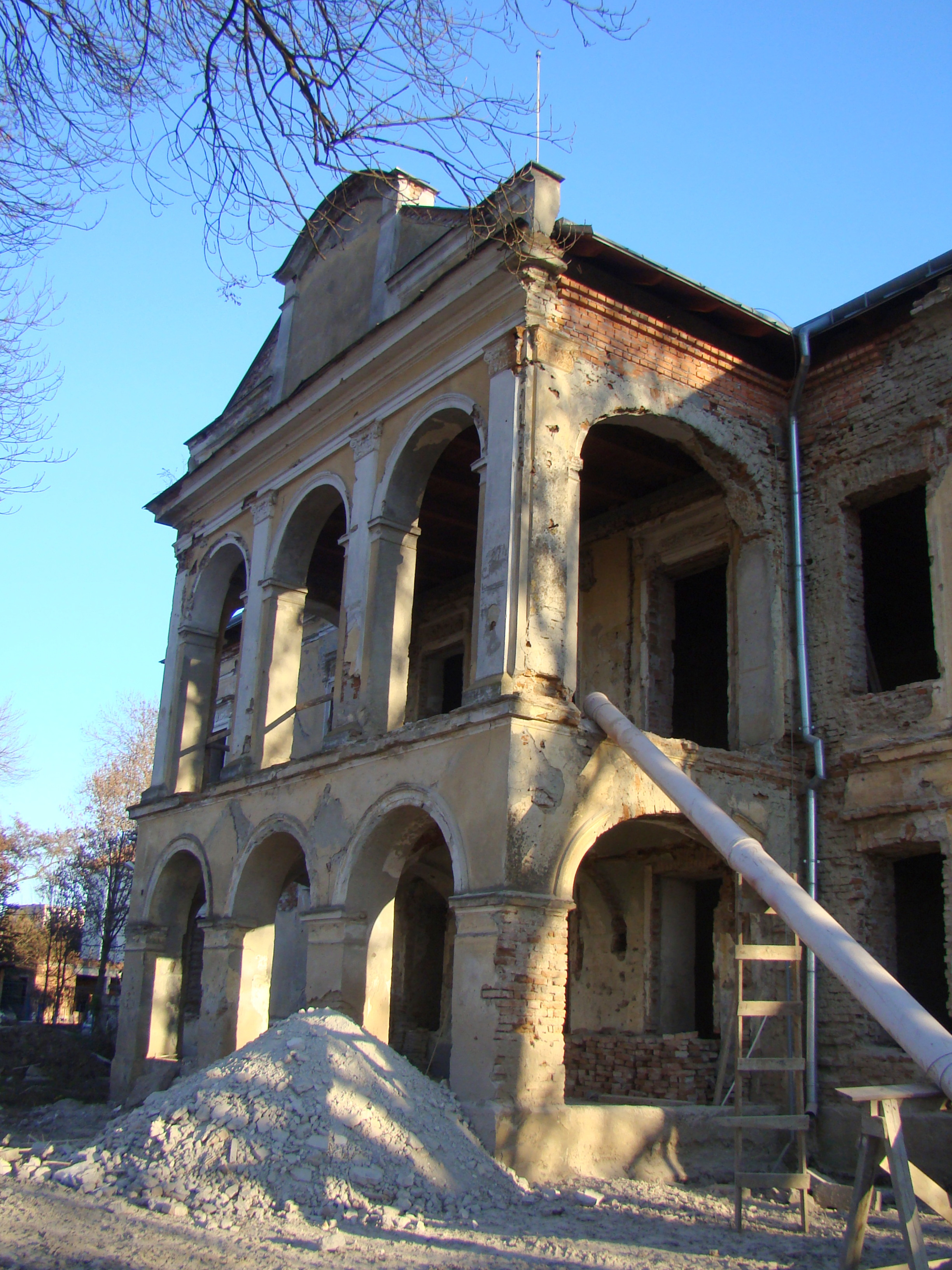
Fațada dinspre râul Mureș cu intrarea principală cu arcade

La parter vor funcționa Muzeul Etnografic Român, într-o altă sală Muzeul Maghiar și în altă sală Muzeul Romanes, unde vor fi expuse costume populare și obiecte tradiționale specifice fiecăreia dintre etniile care conviețuiesc pe raza comunei. La parter se mai intenționează amenajarea unei biblioteci, inclusiv o bibliotecă electronică, și un mic Muzeu al Satului. La etaj vor fi amenajate o Sală a Căsătoriilor și o sală de ședințe. 
Deocamdată, până la finalizarea lucrărilor de reabilitare, care vor dura cel puțin 24 de luni, accesul în curtea castelului este interzis.

## Imagini

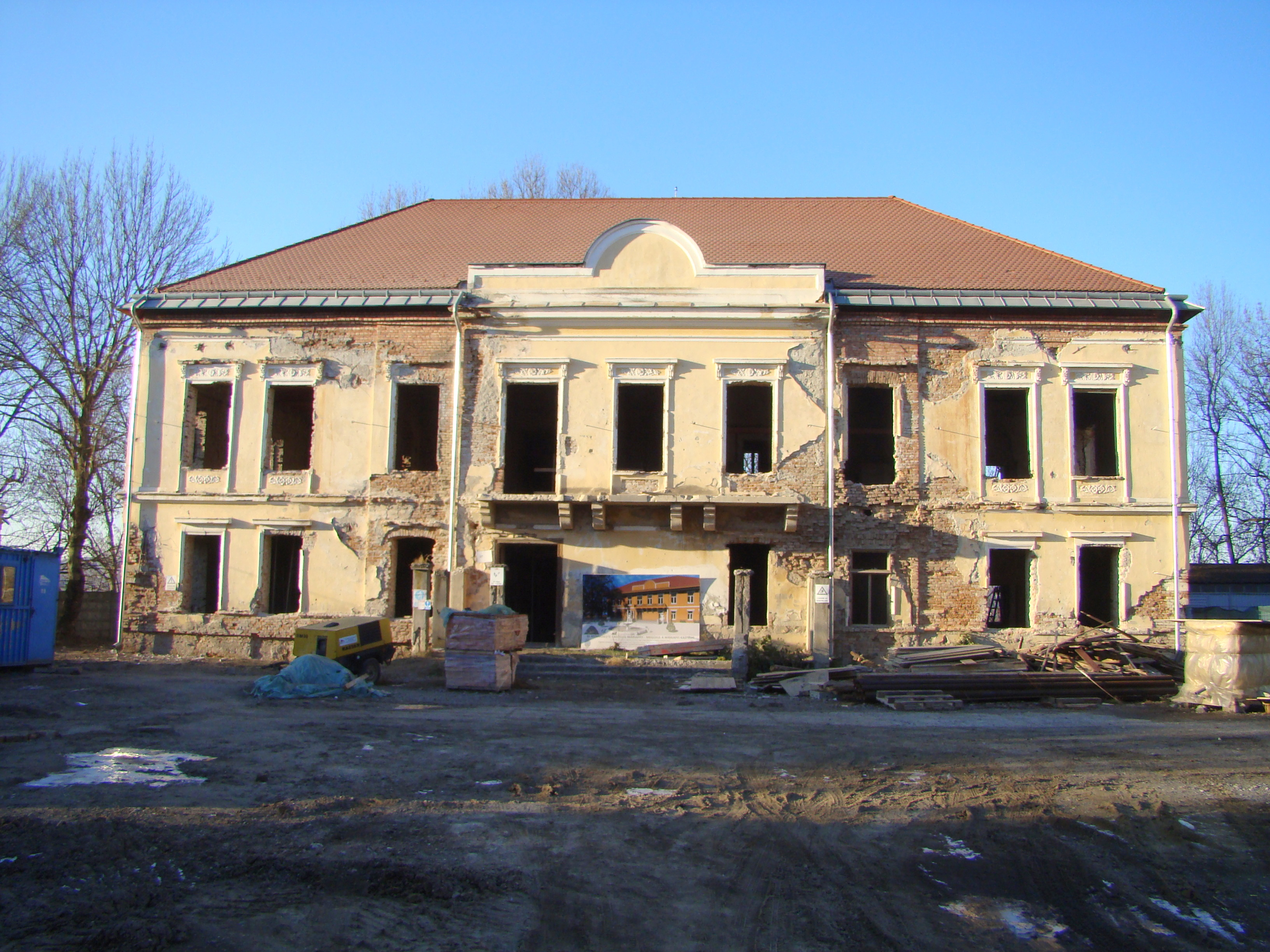
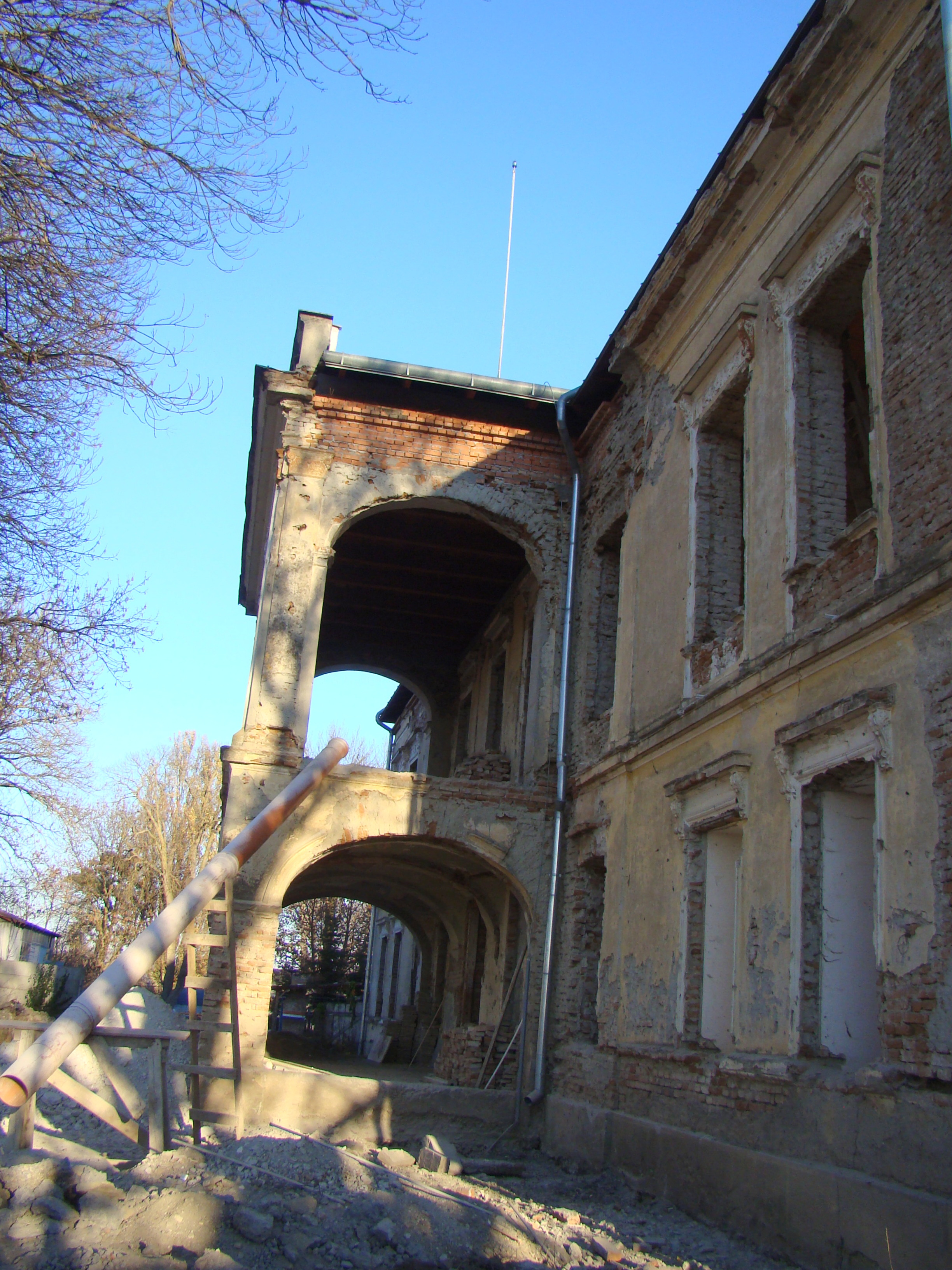
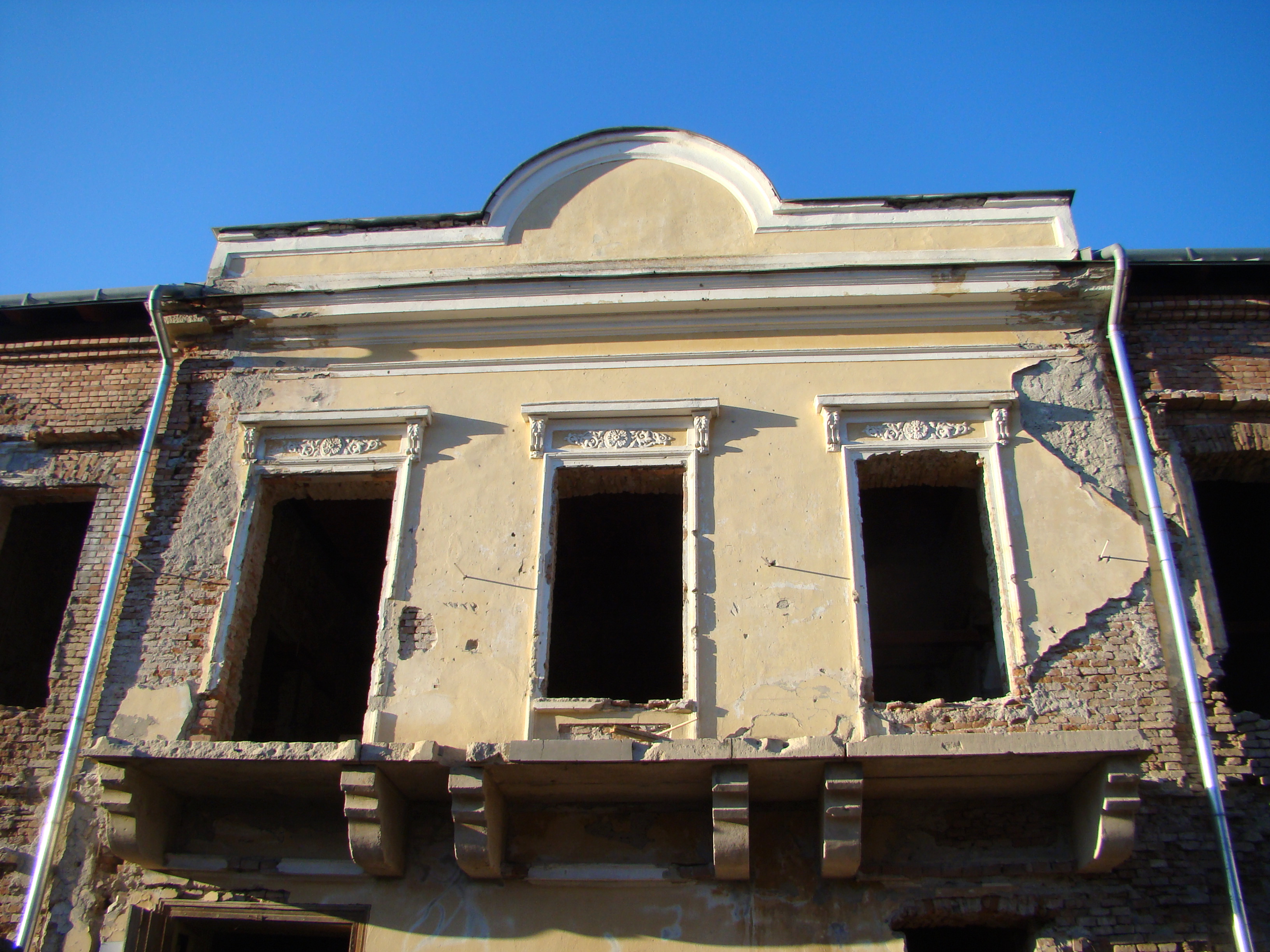
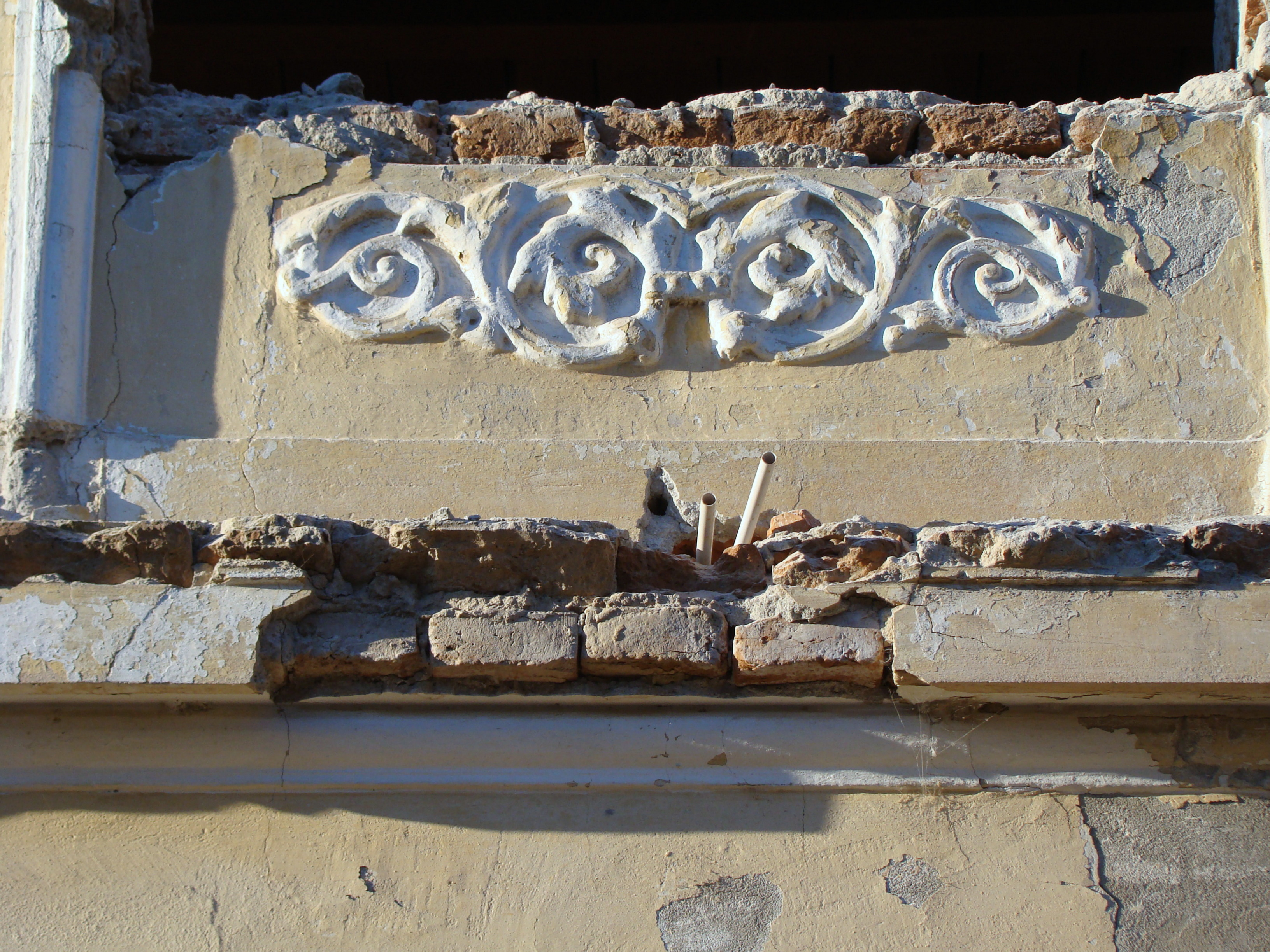
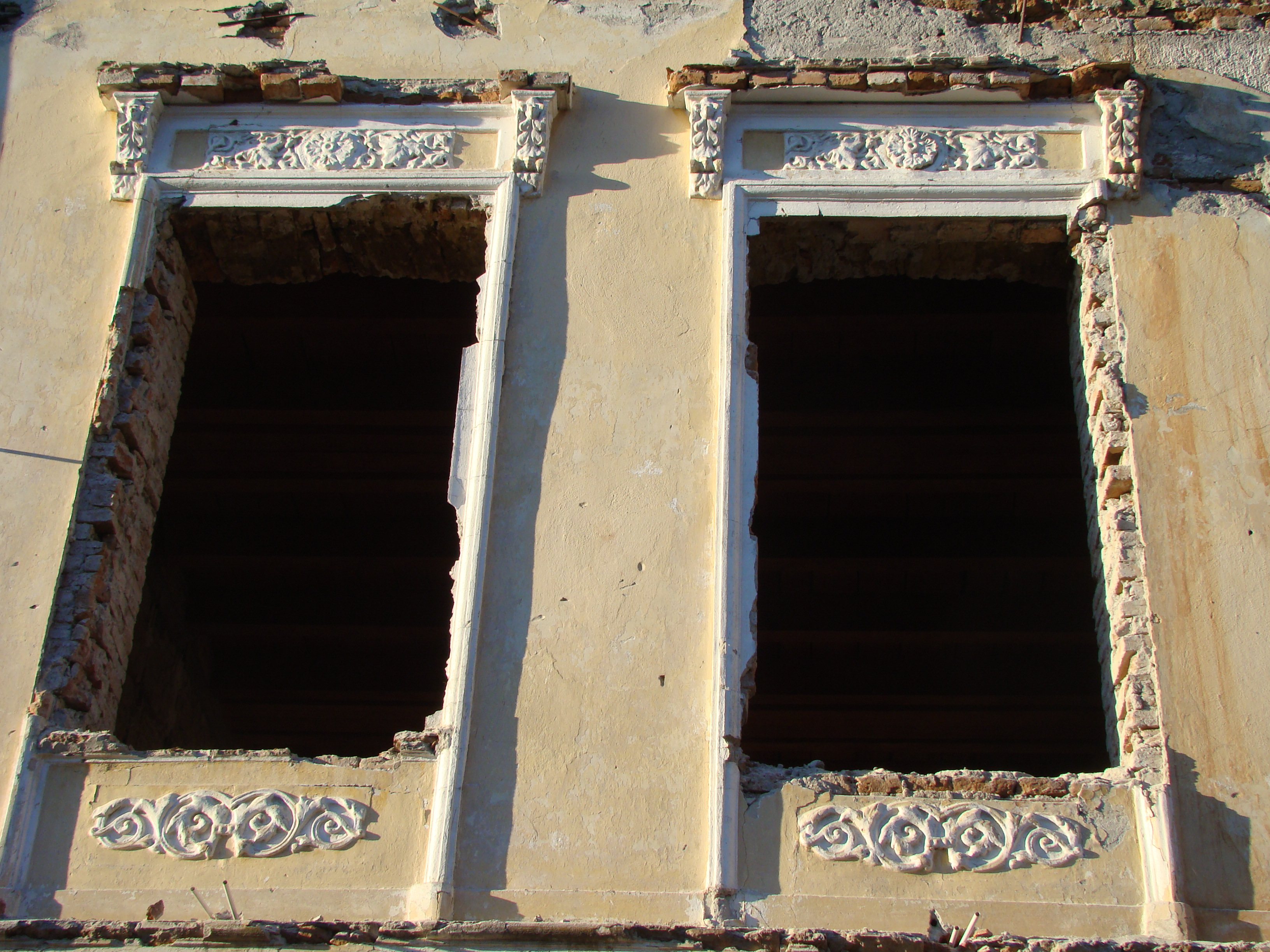
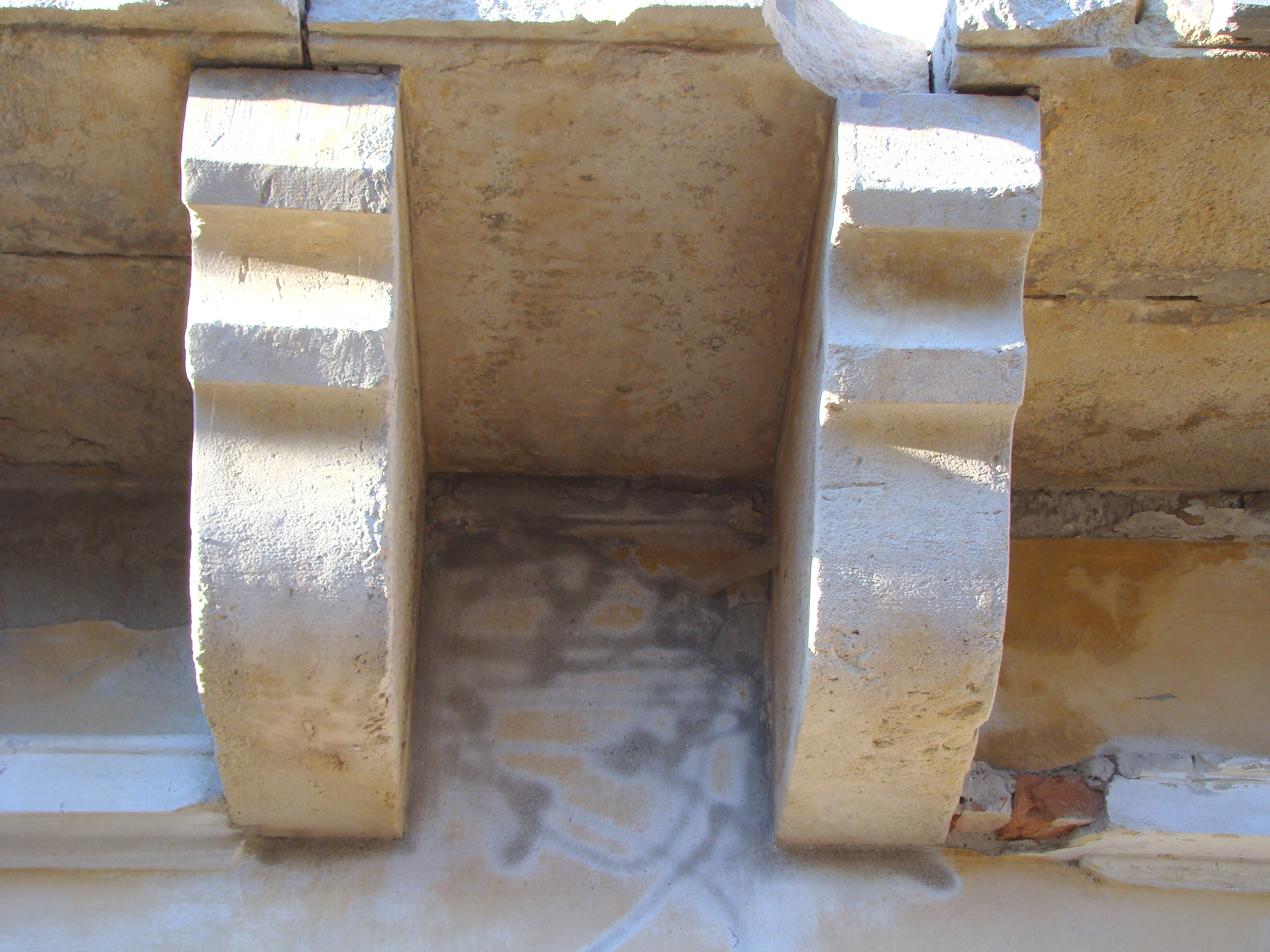
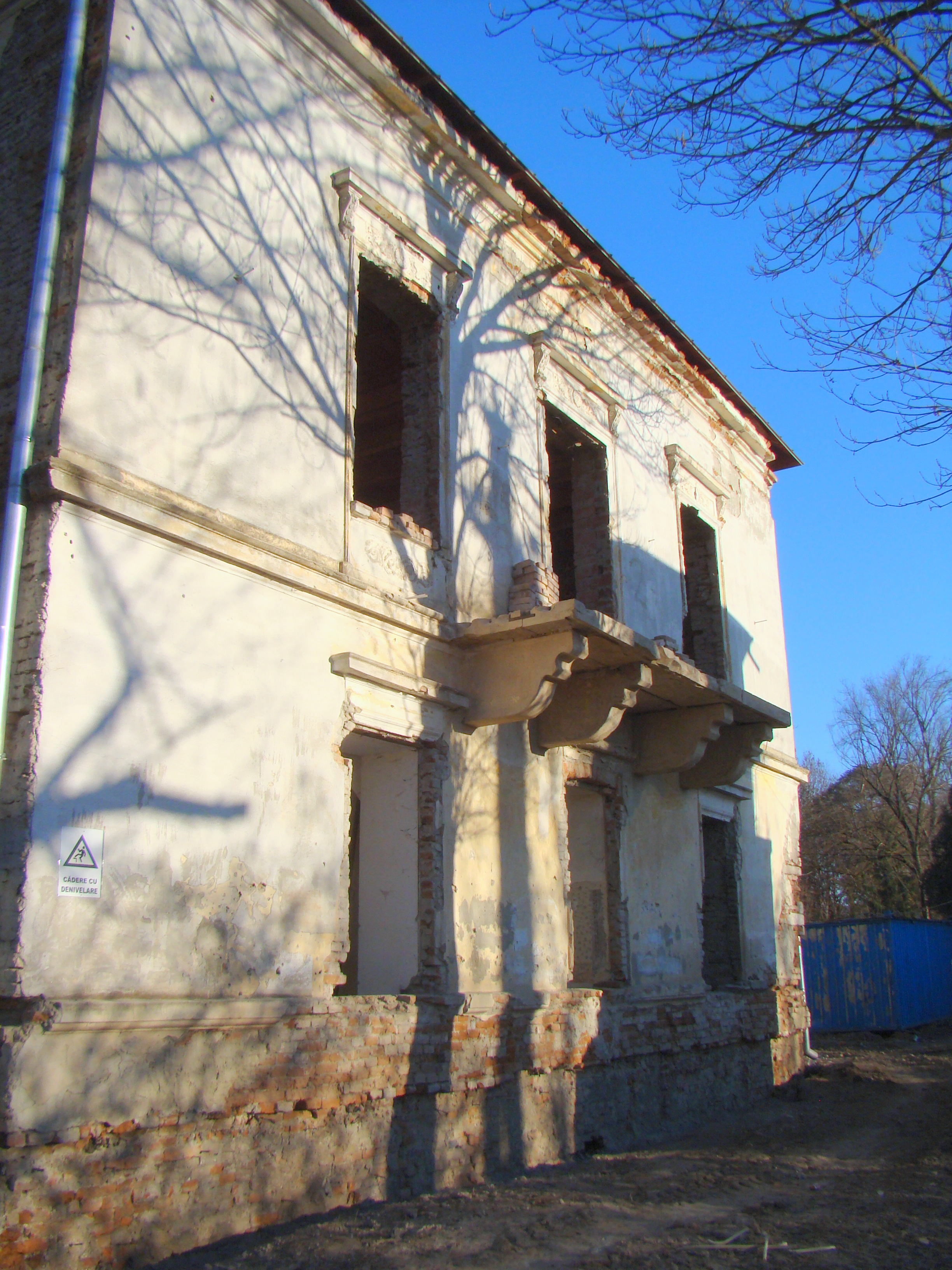
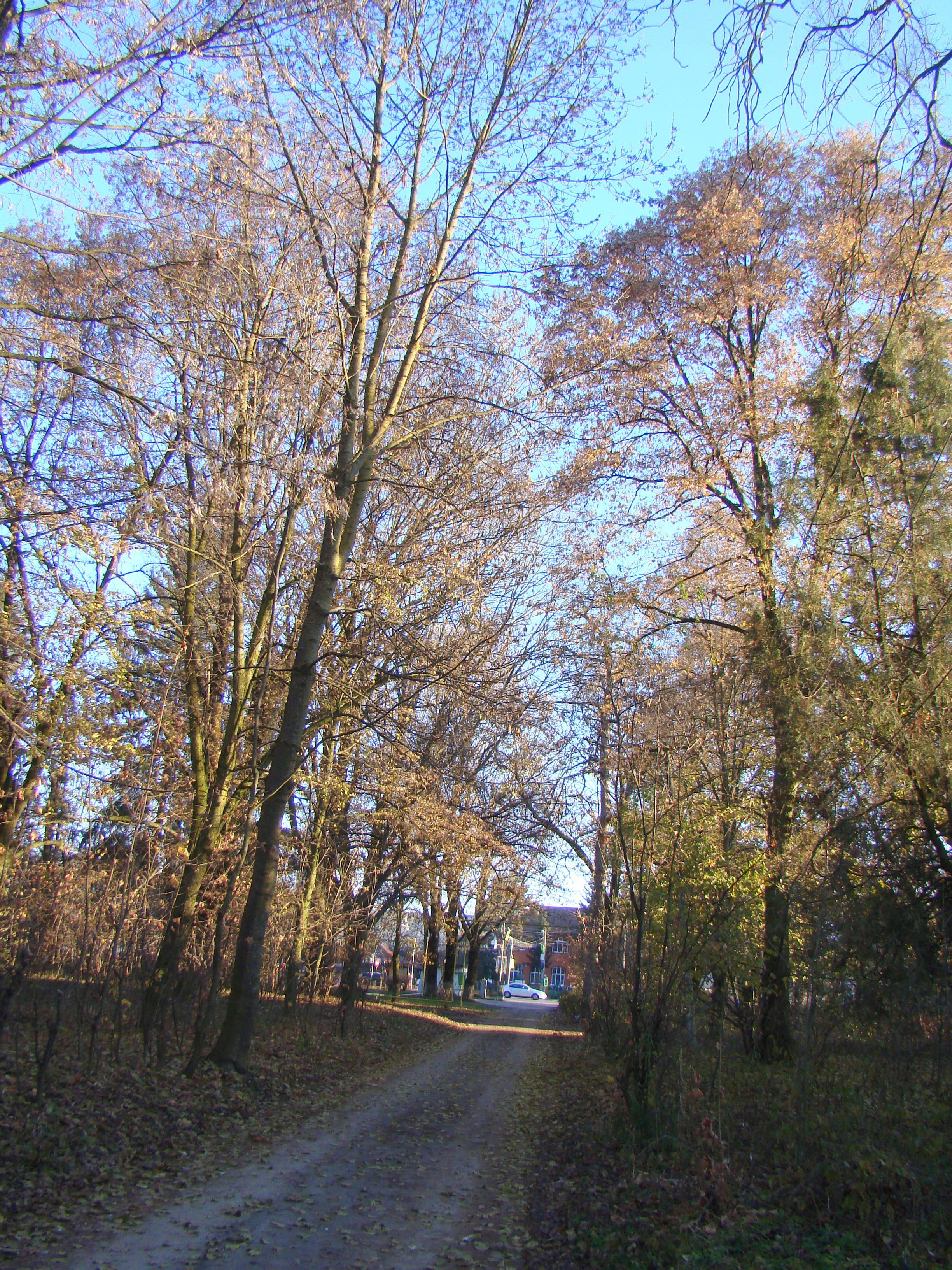

## Vezi și
- Sângeorgiu de Mureș, Mureș

## Legături externe
- Monumente istorice din România - Fișă și localizare de monument